# 랴푸노프 시간
랴푸노프 시간(Lyapunov time)은 동역학계가 혼돈 상태가 되는 데 걸리는 시간 척도이다. 러시아 수학자 알렉산드르 랴푸노프의 이름이 붙었다. 그 역에 해당하는 것은 랴푸노프 지수이다.

## 같이 보기
- 벨로우소프-자보틴스키 반응
- 삼체 문제